# Kim Ngưu (chòm sao)
Chòm sao Kim Ngưu (金牛) (tiếng Latinh: Taurus, biểu tượng ) là một trong mười hai chòm sao hoàng đạo, nằm giữa chòm sao Bạch Dương kề phía tây và chòm sao Song Tử kề phía đông. phía bắc kề với hai chòm sao Anh Tiên và Ngự Phu, phía tây nam giáp với chòm Lạp Hộ và phía đông nam giáp với Kình Ngư. Kim Ngưu là một chòm sao lớn và đáng chú ý của bầu trời Bán cầu bắc trong mùa đông. Nó là một trong những chòm sao xa xưa nhất, ít nhất từ thời đồ đồng sớm khi nó đánh dấu vị trí của Mặt trời trong Xuân phân. Tầm quan trọng của nó được thể hiện ở sự xuất hiện trong truyền thuyết của nhiều nên văn hóa như Sumer cổ đại, Akkad, Assyria, Babylon, Ai Cập, Hy Lạp và La Mã.
Chòm sao chứa một số đặc điểm thu hút sự quan tâm của các nhà khoa học. Kim Ngưu chưa 2 cụm sao mở gần Trái Đất nhất là Hyades và Pleiades, cả hai đều có thể dễ dàng nhìn thấy bằng mắt thường. Ở độ sáng thứ nhất, sao khổng lồ đỏ Aldebaran là một trong những sao sáng nhất bầu trời. Ở phía tây bắc của chòm sao là Tàn tích Siêu tân tinh Messier 1, nổi tiếng với tên gọi là Tinh vân Con cua. Một trong những vùng gần nhất đang hình thành sao trẻ, phức hợp Kim Ngưu-Ngự Phu (Taurus-Auriga complex), ngang qua phần phía bắc của chòm sao. Sao thay đổi độ sáng T Tauri là một nguyên mẫu của một lớp những sao tiền dãy chính (Pre-Main sequence star).

## Lịch sử và Thần thoại
Chòm Sao Kim Ngưu là một chòm sao quan trọng trên bán thiên cầu bắc. Ngoài hai cụm sao mở lớn nhất có thể quan sát từ Trái Đất, chòm Sao Kim Ngưu rất dễ nhận ra trên bầu trời nhờ nó nằm ngay bên chòm Lạp Hộ, tên Latinh Orion nổi bật trên bầu trời đêm. Người Chaldei đã tưởng tượng hình ảnh con trâu trong chòm sao này cách đây năm nghìn năm. Con trâu với biểu tượng cho sức mạnh và khả năng sinh sản của đàn ông, đã có mặt trong nhiều truyền thuyết. Nó được người Israel, người Hy Lạp thờ phụng.
Theo truyền thuyết, Zeus hóa thân thành trâu, để kiếm cách đoạt được công chúa Europe. Khi Zeus lẩn vào đàn trâu của cha cô, công chúa Europe trèo lên lưng trâu và trang điểm sừng trâu bằng vòng hoa. Bất thình lình trâu dõng mình, lao xuống sóng nước cùng công chúa Europe bơi về Crete. Trong chòm sao chỉ có hình ảnh đầu trâu đang bơi, còn phần mình không nhìn thấy vì đang chìm trong sóng nước. Zeus mang Europa ngang qua biển Địa Trung Hải đến vùng đảo Crete của Hy Lạp, và cưới nàng ở đó. Kể từ đấy, miền đất mà Zeus mang Europa đến được biết đến dưới cái tên Europe, chính là châu Âu ngày nay.

## Đặc tính
Kim Ngưu là một chòm sao lớn và nổi bật trong bầu trời Bán cầu bắc vào mùa đông. Vào tháng 9 và tháng 10, Kim Ngưu có thể nhìn thấy vào buổi tối ở chân trời phía đông. Các thời điểm thuận lợi nhất để quan sát chòm sao này trên bầu trời đêm là trong tháng 12 và tháng 1. Đến tháng 3 và tháng 4, chòm sao này sẽ xuất hiện ở phía tây trong lúc hoàng hôn.

## Đặc điểm và thiên thể nổi bật
- Vào tháng 11, mưa sao băng Taurid xuất hiện từ hướng chòm sao Kim Ngưu. Mưa sao băng Beta Taurid xảy ra trong tháng 6 và tháng 7 lúc ban ngày và thường được quan sát thấy bằng việc sử dụng kĩ thuật vô tuyến. Vào tháng 10, giữa ngày 18 và 29, mưa sao băng Northern Taurids (Bắc Taurids) và  Southern Taurids(Nam Taurids) cùng hoạt động mặc dù dòng mưa sao băng thứ 2 mạnh mẽ hơn. Tuy nhiên vào giữa 1 và 10 tháng 11, hai dòng mưa sao băng này mạnh như nhau.
- Sao sáng nhất trong chòm sao này là sao Aldebaran, một sao màu cam, thuộc lớp quang phổ K5 III sao khổng lồ. Cái tên của nó xuất phát từ từ الدبران al-dabarān, tiếng Arab có nghĩa là "kẻ đi theo", có thể xuất phát từ thực tế là nó đi theo cụm sao Pleiades ngang qua bầu trời.
- Cụm sao mở Pleiades (Tua Rua) là cụm sao rất sáng, mắt thường có thể nhìn thấy sáu sao, trong điều kiện quan sát tốt có thể thấy chín sao. Đối với người da đỏ ở Hoa Kỳ, cụm sao này là hình ảnh sáu chị em gái bị lạc đường ở giữa các vì sao, cô chị thứ bảy ở trên cùng nhìn thấy mờ nhất vì cô luôn ao ước trở về nhà và nước mắt cô làm mờ ngôi sao. Thực ra cụm sao mở này chứa hơn 500 sao trẻ, nằm cách Trái Đất khoảng 410 ly. Cụm sao mở thứ hai Hyades, nằm bên sao Aldebaran là chòm sao mở gần Trái Đất nhất.
- Nằm ở phía Bắc chòm sao và phía tây bắc cụm sao Pleiades có một tinh vân tên là Crystal Ball Nebula (Tinh vân Quả cầu pha lê), cũng được biết tới với ký hiệu là NGC 1514. Tinh vân hành tinh này được phát hiện bởi nhà thiên văn học nổi tiếng William Herschel vào năm 1790.
- Chòm Sao Kim Ngưu còn hay được nhắc đến nhờ tinh vân con cua M1, là phần còn lại của siêu tân tinh bùng nổ vào năm 1054.
- Về phía tây, hai chiếc sừng của Kim Ngưu được xác định bởi sao  Beta (β) Tauri và Zeta (ζ) Tauri, 2 hệ thống sao cách nhau khoảng 8 độ trên bầu trời. Beta màu trắng, lớp quang phổ  B7 III sao khổng lồ, thường được biết tới dưới cái tên El Nath. Ở độ sáng 1.65, nó là sao sáng thứ hai của chòm, chia sẻ đường ranh giới với chòm sao hàng xóm Ngự Phu. Dẫn tới kết quả nó cũng được đặt tên là Gamma Aurigae (sao gamma của chòm Ngự Phu). Còn Zeta Tauri là một sao đôi che khuất (eclipsing binary star), với chu kì là 133 ngày.

## Chiêm tinh học
Vào năm 2008, Mặt Trời xuất hiện trong chòm sao này từ 13/5 đến 21/6. Trong chiêm tinh học, Mặt Trời được xem là thuộc cung Kim Ngưu từ 20/4 đến 20/5.

## Chinh phục không gian
Tàu vũ trụ Pioneer 10 đang di chuyển hướng về phía chòm Kim Ngưu, cho dù nó sẽ không tiến lại gần bất kỳ ngôi sao nào trong chòm này trong nhiều ngàn năm tới bởi vì pin năng lượng của nó sẽ không thể hoạt động lâu đến vậy.